# Bellerbek
Der Bellerbek ist ein kleiner Fluss bei Nortorf im Kreis Rendsburg-Eckernförde in Schleswig-Holstein.  Der Fluss hat eine Länge von 1,3 km, entspringt am östlichen Rand des Nortorfer Stadtparks und mündet bei Borgdorf-Seedorf in den Borgdorfer See. Kurz vor dem Borgdorfer See mündet der Rehmsbek in den Bellerbek.